# (5530) Eisinga
(5530) Eisinga es un asteroide perteneciente al cinturón de asteroides descubierto el 24 de septiembre de 1960 por Cornelis Johannes van Houten en conjunto a su esposa también astrónoma Ingrid van Houten-Groeneveld y el astrónomo Tom Gehrels desde el Observatorio del Monte Palomar, Estados Unidos.

## Designación y nombre
Designado provisionalmente como 2835 P-L. Fue nombrado Eisinga en homenaje a Eise Eisinga, astrónomo aficionado holandés, en el 250 aniversario de su nacimiento. Vivía en la ciudad norteña de Franeker, donde construyó un gran planetario mecánico (que aún funciona).

## Características orbitales
Eisinga está situado a una distancia media del Sol de 2,293 ua, pudiendo alejarse hasta 2,643 ua y acercarse hasta 1,944 ua. Su excentricidad es 0,152 y la inclinación orbital 7,747 grados. Emplea 1268,74 días en completar una órbita alrededor del Sol.

## Características físicas
La magnitud absoluta de Eisinga es 13,9. Tiene 4,72 km de diámetro y su albedo se estima en 0,218. 